# لافالتري (كيبك)
لافالتري، كيبك (بالإنجليزية: Lavaltrie)‏ هي مدينة كندية تقع في مقاطعة كيبك. تبلغ مساحة هذه المدينة 68.1811 (كم²)، ويبلغ عدد سكانها 12120 نسمة حسب إحصاء سنة 2006 م، بينما كان يسكنها 11163 نسمة في سنة 2001 م. تحتل هذه المدينة المرتبة رقم 303 بين مدن كندا حسب عدد السكان والمرتبة رقم 77 في المقاطعة. النمو سكاني في هذه المدينة يقدر بـ(8.6).

## أعلام
- أندريه فيلنوف

## وصلات خارجية
- الأطلس الحكومي لكندا
- إحصاءات كندا مع ساعة تعداد السكان